# 장영우 (연출가)
장영우는 대한민국의 텔레비전 드라마 연출감독이다.

## 학력 및 경력
- 2006년 ~ 2011년 MBC 프로듀서
- 2011년 ~ 2016년 tvN 프로듀서
- 2016년 ~ 2020년 스튜디오드래곤 프로듀서
- 2020년 ~ (주)쇼러너스 (대표이사)

## 드라마
- 2011년  MBC 수목미니시리즈  《마이 프린세스》(프로듀서)
- 2011년  tvN 월화미니시리즈  《로맨스가 필요해》(프로듀서)
- 2012년  tvN 수목미니시리즈  《로맨스가 필요해 2012》(공동연출)
- 2014년  tvN 월화미니시리즈  《로맨스가 필요해 3》(연출)
- 2015년  후난위성텔레비전 청춘진행중  《상애천사천년》(연출)
- 2015년  네이버 TV 웹드라마  《옐로우》(연출)
- 2016년  tvN 금토미니시리즈  《안투라지》(연출)
- 2018년  tvN 주말특별기획드라마 《미스터 션샤인》(공동연출)
- 2019년 ~ 2020년 tvN 토일 미니시리즈 《사랑의 불시착》(책임프로듀서)
- 2020년  넷플릭스 오리지널 드라마 《스위트홈》(공동연출)
- 2021년  tvN 토일드라마 《불가살》(연출)
- 2024년 tvN 토일드라마 《눈물의 여왕》(연출)